# Persone di nome Pasquale
| Questa pagina contiene informazioni ricavate automaticamente dalle voci biografiche con l'ausilio del template Bio e di un bot. L'aggiornamento è periodico e automatico e ricostruisce completamente la pagina. Se manca una persona in questa lista, sei pregato di non aggiungerla, ma accertati piuttosto che la sua voce biografica contenga il template Bio e che i dati anagrafici siano correttamente compilati. Se il template Bio manca, inseriscilo tu stesso o, in alternativa, metti l'avviso {{tmp\|Bio}} che ne segnala la mancanza. Se i dati riportati sono sbagliati, correggi direttamente la voce biografica; le modifiche saranno visibili in questa lista entro pochi giorni. Per chiarimenti vedi il progetto antroponimi. La lista contiene solo le 368 persone che sono citate nell'enciclopedia e per le quali è stato implementato correttamente il template Bio. Pagina aggiornata al 6 ago 2025. |

Questa è una lista di persone presenti nell'enciclopedia che hanno il nome Pasquale, suddivise per attività principale.

## Agronomi(1)
- Pasquale Visocchi, agronomo italiano (Atina, n. 1817 - Atina, † 1908)

## Allenatori di calcio(14)
- Pasquale Casale, allenatore di calcio e ex calciatore italiano (Napoli, n. 1959)
- Pasquale Fanesi, allenatore di calcio e ex calciatore italiano (Cesenatico, n. 1954)
- Pasquale Fiore, allenatore di calcio e ex calciatore italiano (Napoli, n. 1953)
- Pasquale Iachini, allenatore di calcio e ex calciatore italiano (Sant'Omero, n. 1955)
- Pasquale Loseto, allenatore di calcio e ex calciatore italiano (Bari, n. 1945)
- Pasquale Luiso, allenatore di calcio e ex calciatore italiano (Napoli, n. 1969)
- Pasquale Marino, allenatore di calcio e ex calciatore italiano (Marsala, n. 1962)
- Pasquale Minuti, allenatore di calcio e ex calciatore italiano (San Benedetto del Tronto, n. 1965)
- Pasquale Padalino, allenatore di calcio e ex calciatore italiano (Foggia, n. 1972)
- Pasquale Parodi, allenatore di calcio e calciatore italiano (Novi Ligure, n. 1909 - Orbassano, † 1976)
- Pasquale Domenico Rocco, allenatore di calcio e ex calciatore italiano (Paderno Dugnano, n. 1970)
- Pasquale Schiattarella, allenatore di calcio e ex calciatore italiano (Mugnano di Napoli, n. 1987)
- Pasquale Suppa, allenatore di calcio e ex calciatore italiano (Durazzano, n. 1967)
- Pasquale Traini, allenatore di calcio, dirigente sportivo e ex calciatore italiano (Nereto, n. 1961)

## Allenatori di pallacanestro(1)
- Pasquale Iracà, allenatore di pallacanestro italiano (Reggio Calabria, n. 1967)

## Allenatori di pallamano(1)
- Pasquale Maione, allenatore di pallamano e ex pallamanista italiano (Villaricca, n. 1982)

## Anarchici(1)
- Pasquale Fancello, anarchico italiano (Dorgali, n. 1891 - Roma, † 1953)

## Arbitri di calcio(2)
- Pasquale Gialluisi, arbitro di calcio italiano (Barletta, n. 1932 - Barletta, † 2001)
- Pasquale Rodomonti, ex arbitro di calcio italiano (Teramo, n. 1961)

## Arbitri di pallacanestro(1)
- Ninì Ardito, arbitro di pallacanestro italiano (Ottaviano, n. 1933 - Napoli, † 2016)

## Archeologi(1)
- Pasquale Testini, archeologo italiano (Ruvo di Puglia, n. 1924 - Roma, † 1989)

## Architetti(3)
- Pasquale Belli, architetto italiano (Roma, n. 1752 - Roma, † 1833)
- Pasquale Culotta, architetto italiano (Cefalù, n. 1939 - Lioni, † 2006)
- Pasquale Poccianti, architetto italiano (Bibbiena, n. 1774 - Firenze, † 1858)

## Arcivescovi cattolici(4)
- Pasquale Cascio, arcivescovo cattolico italiano (Castelcivita, n. 1957)
- Pasquale Gagliardi, arcivescovo cattolico italiano (Tricarico, n. 1859 - Tricarico, † 1941)
- Pasquale Macchi, arcivescovo cattolico italiano (Varese, n. 1923 - Milano, † 2006)
- Pasquale Morganti, arcivescovo cattolico e politico italiano (Lesmo, n. 1852 - Ravenna, † 1921)

## Attori(9)
- Pasquale Aleardi, attore e cantante svizzero (Zurigo, n. 1971)
- Pasquale Anselmo, attore e doppiatore italiano (Cosenza, n. 1958)
- Lino Banfi, attore, comico e sceneggiatore italiano (Andria, n. 1936)
- Pasquale Buonarota, attore e regista teatrale italiano (Venaria Reale, n. 1966)
- Pasquale Cajano, attore italiano (n. 1921 - Los Angeles, † 2000)
- Lino D'Angiò, attore, comico e imitatore italiano (Napoli, n. 1965)
- Libero De Rienzo, attore italiano (Napoli, n. 1977 - Roma, † 2021)
- Gabriele Ferzetti, attore italiano (Roma, n. 1925 - Roma, † 2015)
- Lillo, attore italiano (Roma, n. 1962)

## Attori teatrali(2)
- Pasquale Altavilla, attore teatrale e drammaturgo italiano (Napoli, n. 1806 - Napoli, † 1875)
- Pasquale De Angelis, attore teatrale italiano (Napoli, n. 1808 - Napoli, † 1880)

## Autori televisivi(2)
- Pasquale D'Alessandro, autore televisivo e dirigente d'azienda italiano (Cosenza, n. 1956)
- Pasquale Romano, autore televisivo e produttore televisivo italiano (Ottaviano, n. 1966)

## Avvocati(6)
- Pasquale Amodio, avvocato e patriota italiano (Accettura, n. 1792 - † 1865)
- Pasquale Cappuccio, avvocato e politico italiano (Napoli, n. 1934 - Ottaviano, † 1978)
- Pasquale Galliano Magno, avvocato italiano (Orsogna, n. 1896 - Pescara, † 1974)
- Pasquale Lagravinese, avvocato e politico italiano (Cisternino, n. 1884 - † 1963)
- Pasquale Stanislao Mancini, avvocato, giurista e politico italiano (Castel Baronia, n. 1817 - Napoli, † 1888)
- Pasquale Placido, avvocato e politico italiano (Napoli, n. 1838 - Napoli, † 1927)

## Banchieri(1)
- Pasquale Simonelli, banchiere italiano (Saviano, n. 1878 - San Paolo Belsito, † 1960)

## Baritoni(1)
- Pasquale Amato, baritono italiano (Napoli, n. 1878 - New York, † 1942)

## Bassi(1)
- Pasquale Bondini, basso e impresario teatrale italiano (Brunico, † 1789)

## Biologi(1)
- Pasquale Pasquini, biologo e zoologo italiano (Pisa, n. 1901 - Roma, † 1977)

## Bobbisti(1)
- Pasquale Gesuito, ex bobbista italiano (Bari, n. 1959)

## Boccisti(1)
- Pasquale Bruzzone, boccista italiano (Genova, n. 1946)

## Botanici(2)
- Pasquale Baccarini, botanico italiano (Faenza, n. 1858 - Firenze, † 1919)
- Pasquale Marino, botanico italiano (Cammarata, n. 1971)

## Briganti(1)
- Pasquale Forgione, brigante italiano (Gesualdo, n. 1836 - Frigento, † 1863)

## Calciatori(19)
- Pasquale Apa, ex calciatore italiano (Rocca di Neto, n. 1973)
- Pasquale Atripaldi, calciatore e allenatore di calcio italiano (Napoli, n. 1923)
- Pasquale Bruno, ex calciatore italiano (San Donato di Lecce, n. 1962)
- Pasquale Carotenuto, ex calciatore e ex giocatore di beach soccer italiano (San Giorgio a Cremano, n. 1982)
- Pasquale Cavicchia, calciatore italiano (Montesilvano, n. 1942 - Montesilvano, † 2014)
- Pasquale Croci, calciatore italiano (Cantalupo, n. 1943)
- Pasquale De Luca, ex calciatore canadese (Edmonton, n. 1962)
- Pasquale De Vincenzo, ex calciatore italiano (Bari, n. 1968)
- Pasquale Di Giovanni, ex calciatore italiano (Napoli, n. 1944)
- Pasquale Farina, calciatore italiano (La Spezia, n. 1910 - La Spezia, † 1992)
- Pasquale Fazio, ex calciatore italiano (Messina, n. 1989)
- Pasquale Lissone, calciatore italiano (Vaprio d'Agogna, n. 1891 - Sassello, † 1962)
- Pasquale Lombardi, calciatore italiano (Origgio, n. 1939 - Origgio, † 2018)
- Pasquale Mazzocchi, calciatore italiano (Napoli, n. 1995)
- Pasquale Morisco, calciatore e allenatore di calcio italiano (Bari, n. 1920 - † 2004)
- Pasquale Rattotti, calciatore italiano (Reggio Calabria, n. 1909)
- Pasquale Torre, calciatore italiano (Scafati, n. 1917 - La Spezia, † 1966)
- Pasquale Viganò, calciatore e allenatore di calcio italiano (Parabiago, n. 1911 - Parabiago, † 1980)
- Pasquale Vivolo, calciatore e dirigente sportivo italiano (Brusciano, n. 1928 - Cremona, † 2002)

## Cantanti(1)
- Tullio Pane, cantante italiano (Napoli, n. 1930 - Civitavecchia, † 2001)

## Cardinali(1)
- Pasquale Acquaviva d'Aragona, cardinale italiano (Napoli, n. 1718 - Roma, † 1788)

## Cestisti(1)
- Pasquale Paolisso, ex cestista italiano (Napoli, n. 1990)

## Chirurghi(2)
- Pasquale Fruscella, chirurgo italiano (Campobasso, n. 1953)
- Pasquale Landi, chirurgo italiano (Porrona, n. 1817 - San Benedetto a Settimo, † 1895)

## Chitarristi(1)
- Pasquale Taraffo, chitarrista italiano (Genova, n. 1887 - Buenos Aires, † 1937)

## Ciclisti su strada(3)
- Pasquale Di Pietro, ciclista su strada italiano (Terni, n. 1894)
- Pasquale Fornara, ciclista su strada italiano (Borgomanero, n. 1925 - Borgomanero, † 1990)
- Pasquale Muto, ex ciclista su strada italiano (Napoli, n. 1980)

## Compositori(9)
- Pasquale Anfossi, compositore e violinista italiano (Taggia, n. 1727 - Roma, † 1797)
- Pasquale Antonio Basili, compositore italiano (Perugia, n. 1734)
- Pasquale Bona, compositore, insegnante e teorico della musica italiano (Cerignola, n. 1808 - Milano, † 1878)
- Pasquale Cafaro, compositore italiano (San Pietro in Galatina, n. 1715 - Napoli, † 1787)
- Pasquale Errichelli, compositore italiano (forse Napoli, n. 1730 - Napoli)
- Pasquale Fago, compositore e politico italiano (Napoli, n. 1740 - Napoli, † 1794)
- Pasquale Frustaci, compositore e direttore d'orchestra italiano (Napoli, n. 1901 - Napoli, † 1971)
- Pasquale La Rotella, compositore italiano (Bitonto, n. 1880 - Bari, † 1963)
- Pasquale Sogner, compositore italiano (Napoli, n. 1793 - Napoli, † 1842)

## Conduttori radiofonici(1)
- Linus, conduttore radiofonico e conduttore televisivo italiano (Foligno, n. 1957)

## Costituzionalisti(1)
- Pasquale Ciriello, costituzionalista e politico italiano (Napoli, n. 1950 - Napoli, † 2014)

## Critici letterari(1)
- Pasquale Sabbatino, critico letterario e saggista italiano (Pompei, n. 1953)

## Danzatori(1)
- Pasquale Borri, ballerino e coreografo italiano (Milano, n. 1820 - Desio, † 1884)

## Danzatori su ghiaccio(1)
- Pasquale Camerlengo, ex danzatore su ghiaccio italiano (Milano, n. 1966)

## Diplomatici(2)
- Pasquale Sandicchi, diplomatico e politico italiano (Reggio Calabria, n. 1868 - Reggio Calabria, † 1957)
- Pasquale Terracciano, diplomatico e ambasciatore italiano (Napoli, n. 1956)

## Direttori d'orchestra(1)
- Pasquale Menchise, direttore d'orchestra italiano (Genzano di Lucania, n. 1958)

## Direttori della fotografia(1)
- Pasquale Rachini, direttore della fotografia italiano (Cortona, n. 1946)

## Dirigenti d'azienda(3)
- Pasquale Cannatelli, manager e politico italiano (Sorianello, n. 1947)
- Pasquale Gravina, dirigente d'azienda, dirigente sportivo e ex pallavolista italiano (Campobasso, n. 1970)
- Pasquale Pistorio, dirigente d'azienda italiano (Agira, n. 1936)

## Dirigenti sportivi(6)
- Wally Buono, dirigente sportivo e allenatore di football americano italiano (Potenza, n. 1950)
- Pasquale Foggia, dirigente sportivo e ex calciatore italiano (Napoli, n. 1983)
- Pasquale Lattuneddu, dirigente sportivo italiano (Tempio Pausania, n. 1956)
- Pasquale Logarzo, dirigente sportivo, allenatore di calcio e ex calciatore italiano (Rofrano, n. 1966)
- Pasquale Logiudice, dirigente sportivo e ex calciatore italiano (Reggio Calabria, n. 1968)
- Pasquale Sensibile, dirigente sportivo e ex calciatore italiano (Lecco, n. 1971)

## Dogi(1)
- Pasquale Cicogna, doge (Venezia, n. 1509 - Venezia, † 1595)

## Economisti(3)
- Pasquale Jannaccone, economista italiano (Napoli, n. 1872 - Torino, † 1959)
- Pasquale Saraceno, economista italiano (Morbegno, n. 1903 - Roma, † 1991)
- Pasquale Tridico, economista e politico italiano (Scala Coeli, n. 1975)

## Farmacisti(1)
- Pasquale Falqui, farmacista e imprenditore italiano (Samassi, n. 1902 - Calco, † 1999)

## Filologi(1)
- Pasquale Stoppelli, filologo italiano (Potenza, n. 1943)

## Filosofi(2)
- Pasquale D'Ercole, filosofo italiano (Spinazzola, n. 1831 - Torino, † 1917)
- Pasquale Galluppi, filosofo italiano (Tropea, n. 1770 - Napoli, † 1846)

## Flautisti(1)
- Pasquale Esposito, flautista italiano (Scafati, n. 1926 - Napoli, † 2014)

## Fotografi(1)
- Pasquale De Antonis, fotografo italiano (Teramo, n. 1908 - Roma, † 2001)

## Francescani(1)
- Pasquale Sarullo, francescano, presbitero e pittore italiano (Ciminna, n. 1828 - Palermo, † 1893)

## Francesisti(1)
- Pasquale Aniel Jannini, francesista e traduttore italiano (Busto Arsizio, n. 1921 - Roma, † 1988)

## Fumettisti(4)
- Pasquale Del Vecchio, fumettista italiano (Manfredonia, n. 1965)
- Pasquale Frisenda, fumettista italiano (Milano, n. 1970)
- Lino Jeva, fumettista e disegnatore italiano (Ancona, n. 1923 - Milano, † 2015)
- Pasquale Ruju, fumettista, scrittore e doppiatore italiano (Nuoro, n. 1962)

## Generali(6)
- Pasquale Angelosanto, generale italiano (Sant'Elia Fiumerapido, n. 1958)
- Pasquale Antonio Fiorella, generale francese (Ajaccio, n. 1752 - Ajaccio, † 1818)
- Pasquale Meomartini, generale e politico italiano (Colle Sannita, n. 1859 - Roma, † 1934)
- Pasquale Oro, generale italiano (Caggiano, n. 1849 - Muzzana del Turgnano, † 1924)
- Pasquale Prestisimone, generale e politico italiano (Cefalù, n. 1894 - Cefalù, † 1958)
- Pasquale Preziosa, generale italiano (Bisceglie, n. 1953)

## Gesuiti(1)
- Pasquale Tosi, gesuita e missionario italiano (Santarcangelo di Romagna, n. 1837 - Juneau, † 1898)

## Ginnasti(1)
- Pasquale Carminucci, ginnasta italiano (San Benedetto del Tronto, n. 1937 - Roma, † 2015)

## Giocatori di calcio a 5(1)
- Pasquale Cocco, ex giocatore di calcio a 5 belga (n. 1967)

## Giocatori di football americano(1)
- Pasquale Morelli, giocatore di football americano italiano (Salerno, n. 1995)

## Giornalisti(7)
- Pasquale Binazzi, pubblicista e anarchico italiano (La Spezia, n. 1873 - La Spezia, † 1944)
- Pasquale Cascella, giornalista e politico italiano (Barletta, n. 1952)
- Pasquale Chessa, giornalista e storico italiano (Alghero, n. 1947)
- Pasquale Laurito, giornalista italiano (Lungro, n. 1927 - Roma, † 2025)
- Pasquale Ojetti, giornalista, scrittore e critico cinematografico italiano (Roma, n. 1914 - Roma, † 1997)
- Pasquale Prunas, giornalista, grafico e regista italiano (Cagliari, n. 1924 - Roma, † 1985)
- Pasquale Quaranta, giornalista italiano (Salerno, n. 1983)

## Giuristi(8)
- Pasquale Borrelli, giurista e filosofo italiano (Tornareccio, n. 1782 - Napoli, † 1849)
- Pasquale Coppa-Zuccari, giurista italiano (Città Sant'Angelo, n. 1873 - Sant'Andrea a Montecchio, † 1927)
- Pasquale Costanzo, giurista italiano (Rapallo, n. 1948 - Chiavari, † 2025)
- Pasquale Del Giudice, giurista e politico italiano (Venosa, n. 1842 - Pavia, † 1924)
- Pasquale Fiore, giurista e politico italiano (Terlizzi, n. 1837 - Napoli, † 1914)
- Pasquale Maria Liberatore, giurista e economista italiano (Lanciano, n. 1763 - Gragnano, † 1842)
- Pasquale Melucci, giurista italiano (Muro Lucano, n. 1854 - Muro Lucano, † 1929)
- Pasquale Stanzione, giurista italiano (Solopaca, n. 1945)

## Grecisti(1)
- Pasquale Baffi, grecista, bibliotecario e rivoluzionario italiano (Santa Sofia d'Epiro, n. 1749 - Napoli, † 1799)

## Hockeisti su ghiaccio(1)
- Pasquale Terrazzano, ex hockeista su ghiaccio svizzero (Lugano, n. 1989)

## Imprenditori(12)
- Pasquale Alécce, imprenditore italiano (Motta San Giovanni, n. 1887 - Roma, † 1955)
- Pasquale Benini, imprenditore italiano (Lastra a Signa, n. 1781 - Firenze, † 1856)
- Pasquale Casillo, imprenditore e dirigente sportivo italiano (San Giuseppe Vesuviano, n. 1948 - Lucera, † 2020)
- Pasquale Foti, imprenditore e dirigente sportivo italiano (Reggio Calabria, n. 1950)
- Pasquale Libertini, imprenditore e politico italiano (Caltagirone, n. 1856 - Catania, † 1940)
- Pasquale Montini, imprenditore italiano (Fabriano, n. 1822 - Fabriano, † 1889)
- Pasquale Mormino, imprenditore italiano (Termini Imerese, n. 1804 - Termini Imerese, † 1875)
- Pasquale Natuzzi, imprenditore italiano (Matera, n. 1940)
- Pasquale Pozzi, imprenditore e politico italiano (Busto Arsizio, n. 1820 - Busto Arsizio, † 1871)
- Pasquale Revoltella, imprenditore e economista italiano (Venezia, n. 1795 - Trieste, † 1869)
- Pasquale Russo, imprenditore, dirigente sportivo e politico italiano (Solofra, n. 1914 - † 1990)
- Pasquale Vena, imprenditore italiano (Pisticci, n. 1871 - Pisticci, † 1937)

## Ingegneri(3)
- Pasquale Discepolo, ingegnere e mineralogista italiano (New York, n. 1916 - Sorrento, † 1995)
- Pasquale Lucchini, ingegnere e architetto svizzero (Montagnola, n. 1798 - Lugano, † 1892)
- Pasquale Mistretta, ingegnere italiano (Cagliari, n. 1932)

## Letterati(1)
- Pasquale Carcani, letterato e filologo italiano (Napoli, n. 1721 - Napoli, † 1783)

## Librettisti(1)
- Pasquale Mililotti, librettista italiano (Napoli)

## Lottatori(1)
- Pasquale Passarelli, ex lottatore italiano (Gambatesa, n. 1957)

## Mafiosi(12)
- Pasquale Barra, mafioso italiano (Ottaviano, n. 1942 - Ferrara, † 2015)
- Pasquale Bonavota, mafioso italiano (Vibo Valentia, n. 1974)
- Pasquale Condello, mafioso italiano (Reggio Calabria, n. 1950)
- Pasquale Di Filippo, mafioso e collaboratore di giustizia italiano (Palermo, n. 1963)
- Pasquale Galasso, mafioso e collaboratore di giustizia italiano (Poggiomarino, n. 1955)
- Pasquale Lolordo, mafioso italiano (Siculiana, n. 1887 - Chicago, † 1929)
- Pasquale Manfredi, mafioso italiano (Isola di Capo Rizzuto, n. 1977)
- Pasquale Nicoscia, mafioso italiano (Isola di Capo Rizzuto, n. 1957)
- Pasquale Russo, mafioso italiano (Nola, n. 1947)
- Pasquale Scotti, mafioso italiano (Casoria, n. 1958)
- Pasquale Simonetti, mafioso italiano (Palma Campania, n. 1926 - Napoli, † 1955)
- Pasquale Tegano, mafioso italiano (Reggio Calabria, n. 1955)

## Magistrati(3)
- Pasquale Giuliano, magistrato e politico italiano (Aversa, n. 1942)
- Pasquale Salvatore Samperi, magistrato e politico italiano (Niscemi, n. 1870 - Roma, † 1964)
- Pasquale Tola, magistrato, storico e politico italiano (Sassari, n. 1800 - Genova, † 1874)

## Matematici(2)
- Pasquale Calapso, matematico italiano (Carini, n. 1872 - Messina, † 1934)
- Pasquale Del Pezzo, matematico e politico italiano (Berlino, n. 1859 - Napoli, † 1936)

## Medici(5)
- Pasquale Marconi, medico e politico italiano (Vetto d’Enza, n. 1898 - Castelnovo ne' Monti, † 1972)
- Pasquale Penta, medico e criminologo italiano (Fontanarosa, n. 1859 - Napoli, † 1904)
- Pasquale Rossi, medico italiano (Cosenza, n. 1867 - Dipignano, † 1905)
- Pasquale Sfameni, medico e scienziato italiano (Torregrotta, n. 1868 - Torregrotta, † 1955)
- Pasquale Valerio, medico italiano (Trinitapoli, n. 1832 - † 1872)

## Mezzofondisti(1)
- Pasquale Selvarolo, mezzofondista italiano (Andria, n. 1999)

## Militari(12)
- Pasquale Baccaro, militare italiano (Minervino di Lecce, n. 1972 - Mogadiscio, † 1993)
- Pasquale Battistessa, militare italiano (Centurano, n. 1769 - Ischia, † 1799)
- Pasquale Capone, militare italiano (Salerno, n. 1896 - Cava de' Tirreni, † 1943)
- Pasquale De Barbieri, militare italiano (Sestri Ponente, n. 1903 - Tambow, † 1943)
- Pasquale Di Benedetto, militare e partigiano italiano (Barletta, n. 1920 - Bosnia, † 1943)
- Pasquale Iscaro, militare italiano (Pietrastornina, n. 1945 - Luzzara, † 1998)
- Pasquale Janniello, militare italiano (Frattamaggiore, n. 1891 - Porte di Salton, † 1918)
- Pasquale Simone Neri, militare italiano (Messina, n. 1979 - Messina, † 2009)
- Pasquale Novi, militare italiano (Angri, n. 1915 - Africa Orientale, † 1936)
- Pasquale Pardi, militare e aviatore italiano (Migliarino Pisano, n. 1930 - Zompicchia, † 1958)
- Sergente Romano, militare e brigante italiano (Gioia del Colle, n. 1833 - Gioia del Colle, † 1863)
- Pasquale Santilli, militare italiano (Celano, n. 1899 - Kalibaki, † 1940)

## Modelli(1)
- Pasquale Finicelli, modello, attore e cantante italiano (Napoli, n. 1963)

## Musicisti(1)
- Pasquale Catalano, musicista e compositore italiano (Napoli, n. 1966)

## Musicologi(1)
- Pasquale Scialò, musicologo e compositore italiano (Napoli, n. 1953)

## Nobili(3)
- Pasquale di Borbone-Due Sicilie, nobile italiano (Caserta, n. 1852 - Rueil-Malmaison, † 1904)
- Pasquale Diaz Garlon, nobiluomo italiano (Daroca - Napoli, † 1499)
- Pasquale Malaspina, nobile italiano (Fosdinovo, n. 1622 - Fosdinovo, † 1669)

## Numismatici(1)
- Pasquale Calderoni Martini, numismatico e politico italiano (Gravina di Puglia, n. 1859 - Napoli, † 1933)

## Oculisti(1)
- Pasquale Sgrosso, oculista, chirurgo e psichiatra italiano (Avellino, n. 1856 - Napoli, † 1900)

## Organari(1)
- Filippo Piccaluga, organaro italiano (Genova, n. 1719 - † 1779)

## Paleontologi(1)
- Pasquale De Lorentiis, paleontologo e speleologo italiano (Scorrano, n. 1869 - Maglie, † 1942)

## Pallanuotisti(1)
- Pasquale Buonocore, pallanuotista italiano (Napoli, n. 1916 - Napoli, † 2003)

## Pallavolisti(1)
- Pasquale Gabriele, pallavolista italiano (Gioia del Colle, n. 1991)

## Papi(2)
- Papa Pasquale I, papa, vescovo e abate italiano (Roma - Roma, † 824)
- Papa Pasquale II, papa, cardinale e abate italiano (Bleda - Roma, † 1118)

## Parolieri(1)
- Pasquale Cinquegrana, paroliere italiano (Napoli, n. 1850 - Napoli, † 1939)

## Partigiani(3)
- Pasquale Balsamo, partigiano e giornalista italiano (Foggia, n. 1924 - Roma, † 2005)
- Pasquale Educ, partigiano italiano (Villa Castelnuovo, n. 1927 - Frassinetto, † 1944)
- Pasquale Formisano, partigiano italiano (Napoli, n. 1926 - Napoli, † 1943)

## Patrioti(6)
- Pasquale Abate, patriota italiano (San Fili, n. 1813 - Cosenza, † 1837)
- Pasquale Atenolfi, patriota e politico italiano (Cava de' Tirreni, n. 1826 - Cava de' Tirreni, † 1908)
- Pasquale Baiocchi, patriota italiano (Città Sant'Angelo, n. 1847 - Città Sant'Angelo, † 1907)
- Pasquale Berghini, patriota e politico italiano (Sarzana, n. 1798 - Sarzana, † 1881)
- Pasquale Sottocorno, patriota italiano (Velate, n. 1819 - † 1857)
- Pasquale Turiello, patriota e scrittore italiano (Napoli, n. 1836 - Napoli, † 1902)

## Personaggi televisivi(1)
- Pasquale Africano, personaggio televisivo e attore italiano (Roma, n. 1944 - Grottaferrata, † 2008)

## Pianisti(2)
- Pasquale Iannone, pianista italiano (Barletta, n. 1961)
- Pasquale Stafano, pianista, compositore e arrangiatore italiano (Stornarella, n. 1972)

## Piloti automobilistici(1)
- Pasquale Ermini, pilota automobilistico e imprenditore italiano (Leccio, n. 1905 - Firenze, † 1958)

## Pionieri dell'aviazione(1)
- Pasquale Andreoli, pioniere dell'aviazione italiano (Falconara Marittima, n. 1771 - Terranova, † 1837)

## Pittori(18)
- Pasquale Arzuffi, pittore italiano (Zanica, n. 1897 - Bergamo, † 1965)
- Pasquale Avallone, pittore e scultore italiano (Salerno, n. 1884 - Salerno, † 1965)
- Pasquale Cati, pittore italiano (Jesi, n. 1550 - Roma, † 1620)
- Pasquale Celommi, pittore italiano (Montepagano, n. 1851 - Roseto degli Abruzzi, † 1928)
- Pasquale Colucci, pittore, chitarrista e compositore italiano (Cosenza, n. 1975)
- Pasquale Di Criscito, pittore italiano (Napoli, n. 1830 - † 1909)
- Pasquale Di Fabio, pittore e scultore italiano (Civitella Roveto, n. 1927 - Roma, † 1998)
- Pasquale Galbusera, pittore e scultore italiano (Bernareggio, n. 1943 - Bernareggio, † 2024)
- Pasquale Liotta Cristaldi, pittore italiano (Acireale, n. 1850 - Catania, † 1909)
- Pasquale Massacra, pittore italiano (Pavia, n. 1819 - Pavia, † 1849)
- Pasquale Mattej, pittore, disegnatore e archeologo italiano (Formia, n. 1813 - Napoli, † 1879)
- Pasquale Morino, pittore italiano (Forlì, n. 1904 - Milano, † 1975)
- Pasquale Ottino, pittore italiano (Verona, n. 1578 - Verona, † 1630)
- Pasquale Russo Maresca, pittore italiano (Milano, n. 1968 - Brescia, † 2020)
- Pasquale Santoro, pittore italiano (Ferrandina, n. 1933 - Roma, † 2022)
- Pasquale Verrusio, pittore, scultore e incisore italiano (Roma, n. 1935 - Torino di Sangro, † 2012)
- Pasquale Vitiello, pittore italiano (Torre Annunziata, n. 1912 - Torre Annunziata, † 1962)
- Pasquale de Rossi, pittore italiano (Vicenza, n. 1639 - Roma, † 1722)

## Poeti(8)
- Enzo Bonagura, poeta e paroliere italiano (San Giuseppe Vesuviano, n. 1900 - Nepi, † 1980)
- Pasquale Creazzo, poeta italiano (Cinquefrondi, n. 1875 - † 1963)
- Pasquale Dessanay, poeta italiana (Nuoro, n. 1868 - Uras, † 1919)
- Pasquale Epifanio Iannini, poeta, scrittore e paroliere italiano (Maratea, n. 1906 - Maratea, † 1988)
- Marino Piazzolla, poeta e scrittore italiano (San Ferdinando di Puglia, n. 1910 - Roma, † 1985)
- Pasquale Panella, poeta, scrittore e paroliere italiano (Roma, n. 1950)
- Pasquale Vitagliano, poeta e scrittore italiano (Lecce, n. 1965)
- Pasquale de Virgiliis, poeta, patriota e politico italiano (Chieti, n. 1810 - Trani, † 1876)

## Politici(47)
- Pasquale Almerico, politico italiano (Camporeale, n. 1914 - Palermo, † 1957)
- Pasquale Bandiera, politico e giornalista italiano (Siracusa, n. 1924 - Roma, † 2002)
- Pasquale Budetta, politico italiano (Montecorvino Rovella, n. 1817 - Montecorvino Rovella, † 1896)
- Pasquale Buglione, politico italiano (Rocchetta Sant'Antonio, n. 1894 - Napoli, † 1983)
- Pasquale Calvi, politico e magistrato italiano (Messina, n. 1794 - Castellammare del Golfo, † 1867)
- Pasquale Caso, politico italiano (Altamura, n. 1871 - Potenza, † 1947)
- Pasquale Catalano Gonzaga, politico italiano (Napoli, n. 1800 - Napoli, † 1869)
- Pasquale Cavaliere, politico e ambientalista italiano (Gragnano, n. 1958 - Córdoba, † 1999)
- Pasquale Cecchi, politico italiano (Scafati, n. 1893 - Torre del Greco, † 1979)
- Pasquale Clemente, politico e agronomo italiano (Notaresco, n. 1848 - Notaresco, † 1925)
- Pasquale Colpi, politico italiano (Padova, n. 1841 - Padova, † 1922)
- Pasquale Columbro, politico italiano (Benevento, n. 1920 - † 1979)
- Pasquale Cordopatri, politico italiano (Monteleone di Calabria, n. 1842 - Monteleone di Calabria, † 1921)
- Pasquale Cortese, politico italiano (Alia, n. 1901 - † 1973)
- Pasquale De Rossi, politico italiano (Vallecorsa, n. 1794 - † 1863)
- Pasquale De Simone, politico italiano (Dignano, n. 1924 - Gorizia, † 2004)
- Pasquale Diglio, politico italiano (Bari, n. 1941)
- Pasquale Ferrara, politico italiano (San Felice a Cancello, n. 1950 - San Felice a Cancello, † 2023)
- Pasquale Franco, politico italiano (Altamura, n. 1912 - † 1996)
- Pasquale Grippo, politico italiano (Potenza, n. 1845 - Napoli, † 1933)
- Pasquale Improta, politico, imprenditore e avvocato italiano (Napoli, n. 1885 - † 1957)
- Pasquale La Cerra, politico italiano (Sant'Angelo d'Alife, n. 1947)
- Pasquale Lamorte, politico italiano (Rionero in Vulture, n. 1948)
- Pasquale Leonardi Cattolica, politico e ammiraglio italiano (Napoli, n. 1854 - Roma, † 1924)
- Pasquale Lops, politico italiano (Bari, n. 1927 - Corato, † 1998)
- Pasquale Loschiavo, politico italiano (Radicena, n. 1811 - Napoli, † 1877)
- Pasquale Lugini, politico italiano (Fiamignano, n. 1896 - Roma, † 1947)
- Pasquale Maglione, politico italiano (Benevento, n. 1978)
- Pasquale Malipiero, politico e diplomatico italiano (Venezia - Venezia, † 1462)
- Pasquale Martignetti, politico italiano (Benevento, n. 1844 - Benevento, † 1920)
- Pasquale Masciantonio, politico italiano (Casoli, n. 1869 - Roma, † 1923)
- Pasquale Maulini, politico e partigiano italiano (Omegna, n. 1925 - Omegna, † 1991)
- Pasquale Meomartini, politico e dirigente sportivo italiano (Benevento, n. 1910 - Nerano, † 1987)
- Pasquale Nessa, politico italiano (Martina Franca, n. 1960)
- Pasquale Onida, politico italiano (Sedilo, n. 1942)
- Pasquale Panico, politico e sindacalista italiano (Cerignola, n. 1926 - Foggia, † 2018)
- Pasquale Pepe, politico italiano (Tolve, n. 1975)
- Pasquale Perugini, politico italiano (Cosenza, n. 1926 - Cosenza, † 1996)
- Pasquale Santucci, politico italiano (Navelli, n. 1895 - L'Aquila, † 1986)
- Pasquale Schiano, politico e avvocato italiano (Bacoli, n. 1905 - Bacoli, † 1987)
- Pasquale Senatore, politico italiano (Crotone, n. 1940 - Catanzaro, † 2015)
- Pasquale Sollo, politico italiano (Casavatore, n. 1964)
- Pasquale Specchio, politico italiano (Cerignola, n. 1914 - Cerignola, † 1983)
- Pasquale Valentini, politico sammarinese (Serravalle, n. 1953)
- Pasquale Valsecchi, politico italiano (Sannazzaro de' Burgondi, n. 1828 - Roma, † 1900)
- Pasquale Vessa, politico italiano (Ottati, n. 1958)
- Pasquale Viespoli, politico italiano (Benevento, n. 1955)

## Poliziotti(2)
- Pasquale Infelisi, carabiniere italiano (Napoli, n. 1899 - Macerata, † 1944)
- Pasquale Sacco, carabiniere italiano (Londra, n. 1900 - San Giuseppe Vesuviano, † 1943)

## Presbiteri(3)
- Pasquale Adinolfi, presbitero e archeologo italiano (Roma, n. 1816 - Roma, † 1882)
- Pasquale Camassa, presbitero, bibliotecario e storico italiano (Brindisi, n. 1858 - Mesagne, † 1941)
- Pasquale Foresi, presbitero e teologo italiano (Livorno, n. 1929 - Rocca di Papa, † 2015)

## Produttori discografici(2)
- Pasquale Pigini, produttore discografico italiano (Castelfidardo, n. 1913 - Milano, † 1962)
- Kina, produttore discografico italiano (Acerra, n. 1999)

## Pugili(2)
- Pasquale Di Silvio, pugile italiano (Roma, n. 1979)
- Pasquale Perna, ex pugile italiano (Torre Annunziata, n. 1969)

## Registi(6)
- Pasquale Falcone, regista, sceneggiatore e attore italiano (Cava de' Tirreni, n. 1956)
- Pasquale Festa Campanile, regista, sceneggiatore e scrittore italiano (Melfi, n. 1927 - Roma, † 1986)
- Pasquale Marrazzo, regista, sceneggiatore e produttore cinematografico italiano (Sant’Antimo, n. 1961)
- Pasquale Pozzessere, regista, sceneggiatore e produttore cinematografico italiano (Lizzano, n. 1957)
- Pasquale Scimeca, regista e sceneggiatore italiano (Aliminusa, n. 1956)
- Pasquale Squitieri, regista, sceneggiatore e politico italiano (Napoli, n. 1938 - Roma, † 2017)

## Religiosi(2)
- Pasquale Baylón, religioso e mistico spagnolo (Torrehermosa, n. 1540 - Villarreal, † 1592)
- Pasquale Rywalski, religioso svizzero (Chelin, n. 1911 - Sion, † 2002)

## Rugbisti a 15(1)
- Pasquale Presutti, ex rugbista a 15, allenatore di rugby a 15 e dirigente sportivo italiano (Trasacco, n. 1950)

## Saggisti(1)
- Pasquale Sorrenti, saggista e poeta italiano (Bari, n. 1927 - Bari, † 2003)

## Sceneggiatori(1)
- Pasquale Plastino, sceneggiatore e regista teatrale italiano (Rionero in Vulture, n. 1959)

## Scrittori(4)
- Pasquale De Luca, scrittore italiano (Sessa Aurunca, n. 1865 - Milano, † 1929)
- Pasquale Hamel, scrittore e saggista italiano (Siculiana, n. 1949)
- Pasquale Pinto, scrittore, poeta e saggista italiano (Taranto, n. 1940 - Taranto, † 2004)
- Pasquale Soccio, scrittore italiano (San Marco in Lamis, n. 1907 - San Marco in Lamis, † 2001)

## Scultori(13)
- Pasquale Azzolina, scultore italiano (Mistretta, n. 1859 - Mistretta, † 1934)
- Pasquale Bocciardo, scultore italiano (Genova, n. 1719 - Genova)
- Pasquale Civiletti, scultore italiano (Palermo, n. 1858 - Palermo, † 1952)
- Pasquale Fosca, scultore italiano (Sora, n. 1852 - S. Paolo del Brasile, † 1928)
- Pasquale Lazzarini, scultore italiano (Venezia, n. 1667 - Gorizia, † 1731)
- Pasquale Manni, scultore italiano (Soleto, n. 1796 - Soleto, † 1876)
- Pasquale Miglioretti, scultore italiano (Ostiglia, n. 1822 - Milano, † 1881)
- Pasquale Morganti, scultore e architetto italiano (Teramo, n. 1861 - Teramo, † 1940)
- Pasquale Navone, scultore italiano (Genova, n. 1746 - Genova, † 1791)
- Pasquale Platania, scultore italiano (Motta Sant'Anastasia, n. 1892 - Roma, † 1965)
- Pasquale Ricca, scultore italiano (Santa Maria Capua Vetere, n. 1803 - Napoli, † 1869)
- Pasquale Rizzoli, scultore italiano (Bologna, n. 1871 - Bologna, † 1953)
- Pasquale Romanelli, scultore italiano (Firenze, n. 1812 - Firenze, † 1887)

## Sindacalisti(1)
- Pasquale Poerio, sindacalista e politico italiano (Casabona, n. 1921 - Catanzaro, † 2002)

## Sopranisti(1)
- Pasquale Bruscolini, sopranista italiano (Pesaro, n. 1718 - Pesaro, † 1782)

## Storici(3)
- Pasquale Amati, storiografo italiano (Savignano di Romagna, n. 1726 - Ferrara, † 1796)
- Pasquale Villani, storico italiano (Nocera Inferiore, n. 1924 - Napoli, † 2015)
- Pasquale Villari, storico e politico italiano (Napoli, n. 1827 - Firenze, † 1917)

## Storici dell'arte(2)
- Pasquale Nerino Ferri, storico dell'arte italiano (Fermo, n. 1851 - Firenze, † 1917)
- Pasquale Rotondi, storico dell'arte, funzionario e restauratore italiano (Arpino, n. 1909 - Roma, † 1991)

## Storici della filosofia(1)
- Pasquale Salvucci, storico della filosofia e politico italiano (Ortona, n. 1924 - Urbino, † 1996)

## Supercentenari(1)
- Pasquale Frasconi, supercentenario italiano (Luogosanto, n. 1893 - Aglientu, † 2004)

## Tenori(1)
- Pasquale Brignoli, tenore italiano (Napoli, n. 1824 - New York, † 1884)

## Terroristi(1)
- Pasquale Belsito, ex terrorista italiano (Roma, n. 1962)

## Velocisti(1)
- Pasquale Giannattasio, velocista italiano (Giffoni Valle Piana, n. 1941 - Roma, † 2002)

## Vescovi cattolici(3)
- Pasquale Bacile, vescovo cattolico italiano (Bisacquino, n. 1916 - † 1987)
- Pasquale Gioia, vescovo cattolico italiano (Santa Croce di Morcone, n. 1872 - Molfetta, † 1935)
- Pasquale Quaremba, vescovo cattolico italiano (Muro Lucano, n. 1905 - Muro Lucano, † 1986)

## Violinisti(1)
- Pasquale Bini, violinista e compositore italiano (Pesaro, n. 1716 - Pesaro, † 1770)

## Senza attività specificata(5)
- Pasquale Bruno, italiano (Villafranca Tirrena - Palermo, † 1803)
- Pasquale d'Elia, sinologo, storico e missionario italiano (Pietracatella, n. 1890 - Roma, † 1963)
- Pasquale Maietta, ex politico e dirigente sportivo italiano (Grottaglie, n. 1971)
- Pasquale († 692)
- Pasquale Raschi, ex tiratore a segno sammarinese (n. 1946)